# Magasin du port de Rivotte
Pour les articles homonymes, voir Magasin du port.
L 'ex magasin du Port de Rivotte à Besançon, datant de 1783, est un bâtiment inscrit à l'inventaire des monuments historiques depuis  2004.

## Description
Le pavillon antérieur est de plan rectangulaire, à un étage, couvert d'un toit à croupes. Il présente également une façade en pierre de taille néo-classique.

## Historique
Au XVIIIe siècle, le port au bois de Rivotte comportait des arrêts et un dispositif de cordages sur la rivière pour maîtriser le flottage des bois. Pour stocker le matériel et loger un commis, la ville décide en 1781 d'implanter un nouvel édifice contre le glacis de la porte Rivotte, qui sera réalisé en 1783 suivant les plans du contrôleur- adjoint Bertrant. Le bâtiment aura par la suite plusieurs affectations. En 1880, les travaux de la ligne de chemin de fer de Besançon à Morteau amputent l'édifice de son corps arrière de magasin. Le pavillon conservé est de plan rectangulaire à un étage, couvert d'un toit à croupes. Il présente une façade en pierre de taille néo-classique. Ayant été associé dans les années 1830 à un manège militaire, les propriétaires du restaurant ouvert actuellement (2015) dans le bâtiment l'ont nommé "Le Manège".